# Интонации (альбом)
Интонации (укр. «Інтонації») — шостий студійний альбом української співачки Тіни Кароль, презентований 17 серпня 2017 року у вечірньому шоу «Всё пучком» на радіо «Lux FM». На компакт-диску альбом надійшов у продаж 24 серпня перед початком всеукраїнського туру на його підтримку, а також на вінілі.

## Тур
24 серпня 2017 року розпочався всеукраїнський тур співачки на підтримку альбому, який тривав до 30 березня 2018 року. Його новизною стала пряма трансляція концерту на великих екранах, над якою працювали режисерська команда на чолі з Максимом Делієгрієвим. Хореографом-постановником туру став Василь Козар (Kozar Dance Theatre), режисерками нової сольної програми — Наталія Острикова, Наталія Лисенкова та Марія Григоращенко, відомі своєю роботою у вокальному проєкті «Голос країни» на телеканалі «1+1».

## Список пісень
| #     | Назва                | Автор слів                                      | Автор музики                  | Тривалість |
| ----- | -------------------- | ----------------------------------------------- | ----------------------------- | ---------- |
| 1.    | «Дикая вода»         | А. Лісіцина                                     | А. Лісіцина                   | 2:50       |
| 2.    | «Мужчина моей мечты» | А. Лісіцина                                     | А. Лісіцина                   | 3:15       |
| 3.    | «Тобі здається»      | Н. Шевчук                                       | С. Сметанін                   | 3:24       |
| 4.    | «Космічні почуття»   | Т. Кароль, Є. Тріплов, Є. Кобзарук, І. Клименко | Т. Кароль                     | 2:49       |
| 5.    | «Обіцяй»             | Д. Тубольцев                                    | Т. Кароль, Й. Нево, Н. Сміт   | 4:10       |
| 6.    | «Твої гріхи»         | Д. Тубольцев                                    | Т. Кароль                     | 3:42       |
| 7.    | «Всё во мне»         | А. Бєляєв                                       | Д. Медова                     | 4:42       |
| 8.    | «Несколько причин»   | С. Варніна, Р. Варнін                           | О. П'яних, С. Варніна         | 3:20       |
| 9.    | «Земля»              | Т. Корнет                                       | Т. Корнет                     | 4:00       |
| 10.   | «Внезапно»           | Є. Тріплов                                      | В. Дробиш, Т. Кароль, Й. Нево | 3:49       |
| 11.   | «Перечекати»         | В. Дарвін                                       | В. Дарвін                     | 3:17       |
| 12.   | «Шаг, шаг»           | О. Литвиненко                                   | О. Литвиненко, І. Клименко    | 2:22       |
| 13.   | «Ой ходить сон»      | народні                                         | народні                       | 3:18       |
| 44:58 |                      |                                                 |                               |            |

## Історія релізу
| Регіон    | Дата           | Формат(и)                      | Версія      | Лейбл               | Ref.  |
| --------- | -------------- | ------------------------------ | ----------- | ------------------- | ----- |
| Весь світ | 17 серпня 2017 | Цифрове завантаження, стримінг | Стандартний | Tina Karol          | [ 5 ] |
| Україна   | 24 серпня 2017 | Компакт-диск                   | Стандартний | Квадро диск Україна | [ 3 ] |